# Antonín Gazdoš
Antonín Gazdoš (20. ledna 1905 Kroměříž – 29. dubna 1989 Kroměříž) byl odborný učitel matematiky a kreslení, malíř a výtvarník.

## Biografie
Narodil se narodil 20. ledna 1905 v Kroměříži. Otec byl dělníkem v městské elektrárně a plynárně.
Kreslením a malováním se zabýval už od útlého věku. Po absolvování měšťanské školy vykonal přijímací zkoušku do 4. ročníku české státní reálky v Kroměříži v roce 1919. Po maturitě na státní reálce v roce 1923, kterou vykonal s vyznamenáním, vstoupil proto do 4. ročníku učitelského Ústavu v Kroměříži, v němž vykonal doplňovací zkoušku v roce 1924. Malování, i když se stal učitelem, nikdy nezapomněl. Po celý život kreslil a maloval a vzdělával se v tomto oboru.
Své učitelské působení zahájil obecné škole ve Zdounkách v letech 1924–1927. V roce 1926 absolvoval maturitu s odborností vyučování na školách obecných. Dalším místem působení byla měšťanská škola ve Fulneku v letech 1927–1930. V roce 1930 vykonal zkoušku ze 3 oborů: způsobilost vyučovat na měšťanských školách matematiku, kreslení, rýsování, krasopis.
Od roku 1930 působil na měšťanské škole v Břestu, kde setrval až do roku 1958. V Břestu byl také místním kronikářem a několik let vedl tamní knihovnu.
V roce 1958 dostal dekret o propuštění ze školské služby. Dne 1. března 1960 nastoupil do JZD Břest jako výpomocná kancelářská síla. Od 20. 1. 1965 přiznal státní úřad sociálního zabezpečení starobní důchod. V roce 1968 se přestěhoval s rodinou do svého rodiště do Kroměříži.

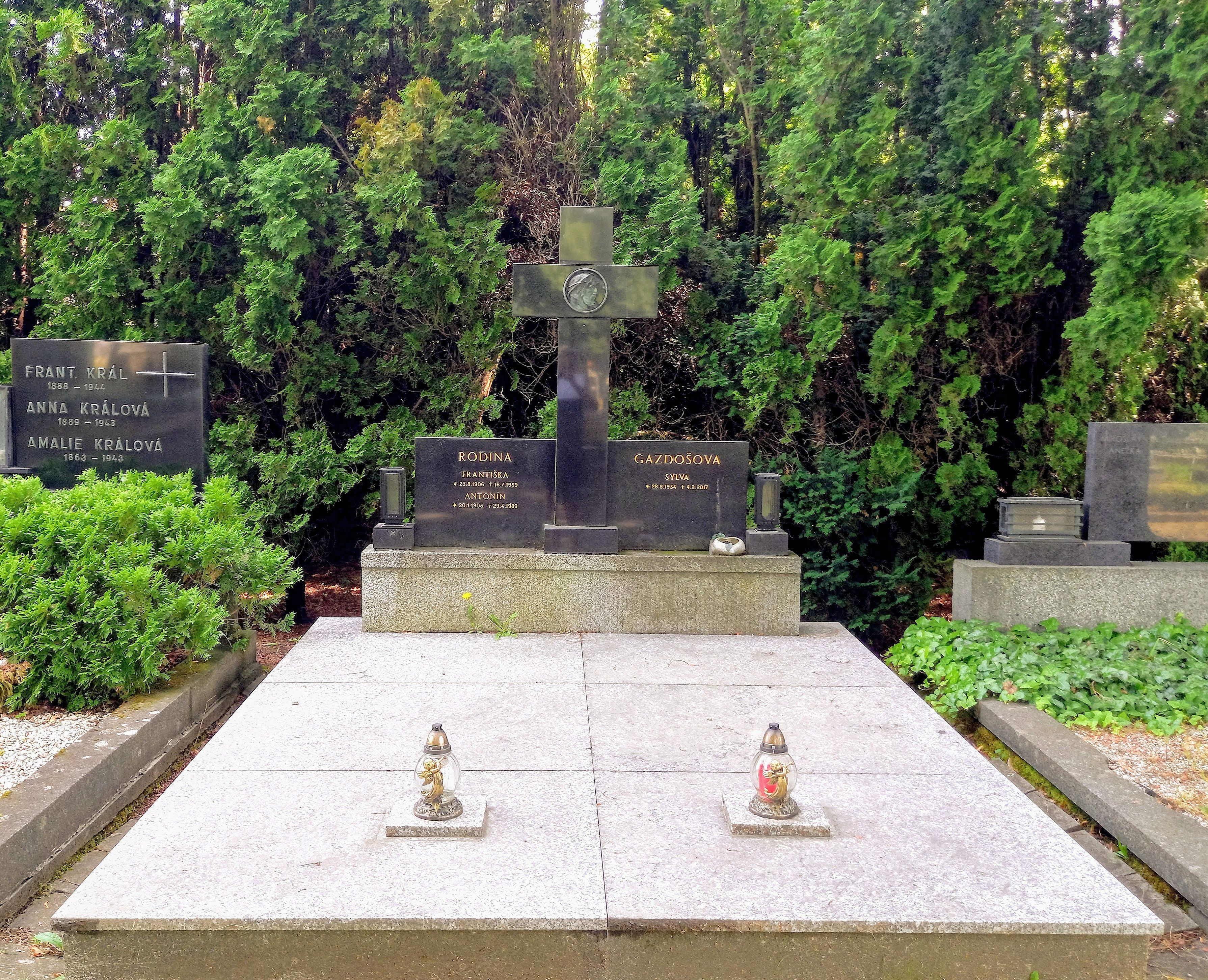
Rodinná hrobka na kroměřížském hřbitově

Jeho žena Františka zemřela již v roce 1959. Měli spolu dvě děti, dceru Sylvu a syna Antonína. Svá poslední léta prožil v Kroměříži spolu se svou neprovdanou dcerou Sylvou, která se o něj starala od smrti své maminky až do konce.
Antonín Gazdoš zemřel po dlouhé nemoci 29. dubna 1989 v Kroměříži a je pohřben na tamním hřbitově.

## Výtvarná dráha
Jako člen Jednoty učitelů malířů absolvoval roku 1931 prázdninovou malířskou školu Jaroslava Šetelíka v Rožnově pod Radhoštěm. V roce 1932 figurální kurs profesora Šilhavého v Praze a roku 1950 krajinářskou prázdninovou školu v Kyšperku — Letohradě.
Vzhledem k okolnostem 2. světové války a po ní vládnoucí komunistické totality nemohl cestovat a zhlédnout evropské galerie a jejich sbírky. Jedinou výjimkou byla Galerie starých mistrů v Drážďanech.
Vrcholná díla evropského malířství přesto znal, učil se z nich a některá kopíroval. Zejména díla Rembrandtova a Rubensova.
Během svého působení ve škole namaloval několik obrazů Břestu od Skaštic, a také hodně kreseb z Břestského lesa, kresby a malby samotné obce i nejbližšího okolí. Jeho hlavními výtvarnými technikami byla olejomalby a kresba, případně lavírovaná kresba. Mnoho z jeho obrazů v majetku obyvatelů Břestu a také mezi krajany v USA. Po svém přesídlení do Kroměříže se nadále věnoval malování, studiu malířství, ale také historii. Vytvořil zde svá vrcholná díla. Mnohá z nich zachycují krásy Kroměříže, zejména Arcibiskupský zámek s jeho Podzámeckou zahradou. Mnoho jeho kreseb zachycuje také další místa v Kroměřížském okrese jako poutní místa, přírodní scenérie atd.

## Publikační činnost
Během svého učitelského působení se zabýval také všeobecnou a kreslířskou teorií i praxi, tj. uveřejňoval ve státních časopisech teoretické úvahy a články doprovázené často ukázkami vlastních prací i prací svých žáků. Své články uveřejňoval v časopisech Komenský, Český kreslíř, Polytechnická výchova.